# Chiesa di Cristo Re (L'Aquila)
La chiesa di Cristo Re è un edificio religioso dell'Aquila, situato nel quarto di San Giorgio.

## Storia
L'area a sud dell'attuale via XX Settembre rimase quasi interamente inedificata dalla fondazione dell'Aquila sino al XIX secolo, fatta eccezione per alcune deboli preesistenze tra cui il convento di San Michele e le scomparse chiese di Sant'Andrea, di Santa Maria a Graiano e di Santa Maria ai Quattro Coronati.
Solo a partire dal 1820, anno di apertura della Porta San Ferdinando, cominciò un primo inurbamento dell'area, sviluppatosi poi dapprima con la realizzazione del Palazzo dell'Emiciclo (1888) sul luogo del già citato San Michele, quindi con le numerose costruzioni — pubbliche e private — realizzate a partire dagli anni Dieci del secolo successivo.
In questo contesto socio-urbanistico, si decise la costruzione di una nuova parrocchiale, la prima dopo quelle fondative. Grazie anche alla vendita dell'edificio della scomparsa chiesa di Santa Maria di Cascina, si finanziò l'edificazione di Cristo Re, i cui lavori cominciarono nel 1934 e terminarono l'anno seguente.
Il progetto, redatto nel 1933, è da riferirsi all'architetto giuliano e soprintendente Alberto Riccoboni, che inizialmente propose un edificio dallo stile neoromanico e poi virò verso un'architettura più marcatamente razionalista.
Nonostante i piani iniziali, Cristo Re rivestì, in un primo momento, il ruolo di succursale delle parrocchie di Santa Giusta e San Marco, diventando totalmente autonoma solo nel 1974. Danneggiata dal terremoto dell'Aquila del 2009, la chiesa è stata sottoposta a lavori di riparazione e riaperta al pubblico nel 2014.

## Descrizione
La chiesa è situata in viale Francesco Crispi, nei pressi dei giardini della villa comunale, nel quarto di San Giorgio, quasi di fronte al viale di Collemaggio e in asse con l'omonima basilica. È inserita in un contesto caratterizzato da ville in stile liberty e palazzi d'epoca fascista, come l'adiacente Casa della Giovane Italiana.
Lo studio volumetrico evidenzia le principali forme dell'architettura sacra ossia la facciata, l'abside e il campanile secondo lo stile del classicismo di matrice razionalista; la facciata è quadrangolare e suddivisa orizzontalmente in tre ordini e verticalmente in tre porzioni, con velati riferimenti al rinascimentale fronte della basilica di San Bernardino di Cola dell'Amatrice. Al centro è il portale lunettato; un secondo ingresso è ricavato sul fronte settentrionale, in corrispondenza di una rientranza porticata.
Internamente, la chiesa si presenta ad aula unica con il percorso scandito da tre arcate, a loro volta sormontate da quattro arcate trasversali più alte a reggere la copertura a falde. Un finto transetto, con due cappelle laterali, anticipa la cappella maggiore con l'altare e l'abside semicircolare. Al centro dell'abside è una maestosa statua in bronzo del Cristo Re, alta circa 4 metri, sullo sfondo di una croce in travertino ed alabastro; la statua — che avrebbe dovuto essere collocata sulla vetta del Corno Grande, ma il tentativo di portarla sul Gran Sasso d'Italia fallì e l'opera venne dirottata in Cristo Re — fu donata alla città da Benito Mussolini, che ne commissionò la realizzazione all'artista Ulderico Conti per una somma di 30 000 lire.